# Dziedziławiczy
Dziedziławiczy (biał. Дзедзілавічы; ros. Дедиловичи, Diediłowiczi) – wieś na Białorusi, w obwodzie mińskim, w rejonie borysowskim, w sielsowiecie Msciż. W 2009 roku liczyła 114 mieszkańców.